# 莱茵-贝格县
莱茵-贝格县（德語：Rheinisch-Bergischer Kreis；得名于莱茵河和贝格地区）是德国北莱茵-威斯特法伦州南部的一个县，隶属于科隆行政区，首府贝吉施格拉德巴赫。